# Miriam Leone
Miriam Leone (* 14. dubna 1985 Katánie) je italská herečka, televizní moderátorka a držitelka titulu v soutěži krásy.

## Život
Narodila se v Katánii a mládí prožila v Acireale jako dcera učitele literatury Ignazia Leoneho a Gabrielly Leottové, zaměstnané v obci Aci Catena. Má mladšího bratra Sergia. Navštěvovala klasické gymnázium „Gulli e Pennisi“ v Acireale a na konci středoškolských studií se zapsala na literární a filozofickou fakultu univerzity v Catanii, ale studium nedokončila.
Mladá Sicilanka se v roce 2008 zúčastnila soutěže Miss Itálie a získala titul „Miss Prima dell'anno“. Poté, co byla v průběhu programu nejprve vyřazena, byla následně do soutěže znovu zařazena a ve finále získala šerpu „Miss Italia 2008“ a také titul „Miss Cinema“, který jí udělila Anna Strasbergová z Actors Studio, jež jí rovněž udělila stipendium.
Leone spoluvytvářela od 1. června do 11. září na televizní stanici Rai Uno seriál Unomattina estate. V roce 2010 byla porotkyní v pořadu Ciak! Si Canta. Od roku 2010 se podílela na moderování pořadu Mattina in famiglia na stanici Rai 1. V roce 2011 také moderovala předávání cen Nastro d'Argento.
Svou hereckou kariéru zahájila malými rolemi, než získala hlavní roli v televizních seriálech Distretto di Polizia (2011–2012), La dama velata (2015) a Non uccidere (2015–2018). Hrála hlavní roli Veroniky Castellové v trilogii Sky Atlantic 1992, 1993 a 1994. V roce 2018 si zahrála hlavní roli v černé komedii Metti la nonna in freezer.
Hrála roli Evy Kantové ve filmu z roku 2021 podle komiksové série Diabolik.

## Filmografie

### Film
| Rok  | Název                                          | Role                 | Poznámky         |
| ---- | ---------------------------------------------- | -------------------- | ---------------- |
| 2010 | Genitori & figli - Agitare bene prima dell'uso | Luigiho přítelkyně   | Cameo vystoupení |
| 2011 | I soliti idioti: Il film                       | televizní reportérka | Cameo vystoupení |
| 2014 | Fratelli unici                                 | Sofia                |                  |
| 2014 | La scuola più bella del mondo                  | Margherita Rivolta   |                  |
| 2016 | An Almost Perfect Town                         | Anna                 |                  |
| 2016 | In guerra per amore                            | Flora Guarneri       |                  |
| 2016 | Fai bei sogni                                  | Agnese               |                  |
| 2018 | Metti la nonna in freezer                      | Claudia Maria Lusi   |                  |
| 2018 | The Invisible Witness                          | Laura Vitale         |                  |
| 2019 | A Cup of Coffee with Marilyn                   | Oriana Fallaci       | krátký film      |
| 2019 | Love Under House Arrest                        | Anna                 |                  |
| 2021 | Marilyn má černé oči                           | Clara Pagani         |                  |
| 2021 | Diabolik                                       | Eva Kant             |                  |
| 2022 | Corro da te                                    | Chiara               |                  |
| 2022 | Diabolik - Ginko all'attacco!                  | Eva Kant             |                  |
| 2022 | War - La guerra desiderata                     | Lea                  |                  |
| 2023 | Diabolik - Chi sei?                            | Eva Kant             |                  |

### Televize
| Rok       | Název                        | Role                  | Poznámky                                             |
| --------- | ---------------------------- | --------------------- | ---------------------------------------------------- |
| 2008      | Miss Itálie                  | osobní                | soutěžící; vítězka                                   |
| 2010      | Il ritmo della vita          | Lizabeth              | televizní film                                       |
| 2011      | Camera Café                  | osobní                | díl: „Constatazione amichevole“                      |
| 2011–2012 | Distretto di Polizia         | Mara Fermi            | hlavní role (11. řada); 26 dílů                      |
| 2012      | Na krok od nebe              | Astrid                | vedlejší role (2. řada); 7 dílů                      |
| 2014      | Il tredicesimo apostolo      | Miriam                | díl: „Il pianto del demonio“                         |
| 2015      | La dama velata               | hraběnka Clara Grandi | vedoucí role; 12 dílů                                |
| 2015      | 1992                         | Veronica Castello     | hlavní role; 10 dílů                                 |
| 2015–2018 | Non uccidere                 | Valeria Ferro         | vedoucí role; 36 dílů                                |
| 2016      | Medicejové: Vládci Florencie | Bianca                | díl: „Original Sin“                                  |
| 2017      | In arte Nino                 | Erminia Ferrari       | televizní film                                       |
| 2017      | 1993                         | Veronica Castello     | hlavní role; 8 dílů                                  |
| 2019      | 1994                         | Veronica Castello     | hlavní role; 8 dílů                                  |
| 2023      | I leoni di Sicilia           | Giulia Portalupi      | hlavní role                                          |
| TBA       | Miss Fallaci                 | Oriana Fallaci        | připravovaný seriál; vedoucí role a také scenáristka |